# Jacques Raymond
Jacques Raymond, nacido Josef Remon, (Temse, 13 de octubre de 1938) es un cantante belga. 
Raymond representó a Bélgica en Festival de la Canción de Eurovisión 1963 con la canción "Waarom?". En el Festival de la Canción de Eurovisión 1971, representó nuevamente a Bélgica junto a Lily Castell con el tema "Goeiemorgen, Morgen", debido al hecho de que Nicole Josy del dúo Nicole & Hugo cayó enfermo.

## Discografía
- Goeiemorgen, morgen
- Waarom
- Heel veel liefs in early ziens
- Ik blijf op jou wachten
- Klappen in handen
- Jouw good-bye
- Onder ' T groen van of bomen
- You' Re so simpatico
- Slotakkoord
- Permettete, signorina
- Tannia